# Prosciutto

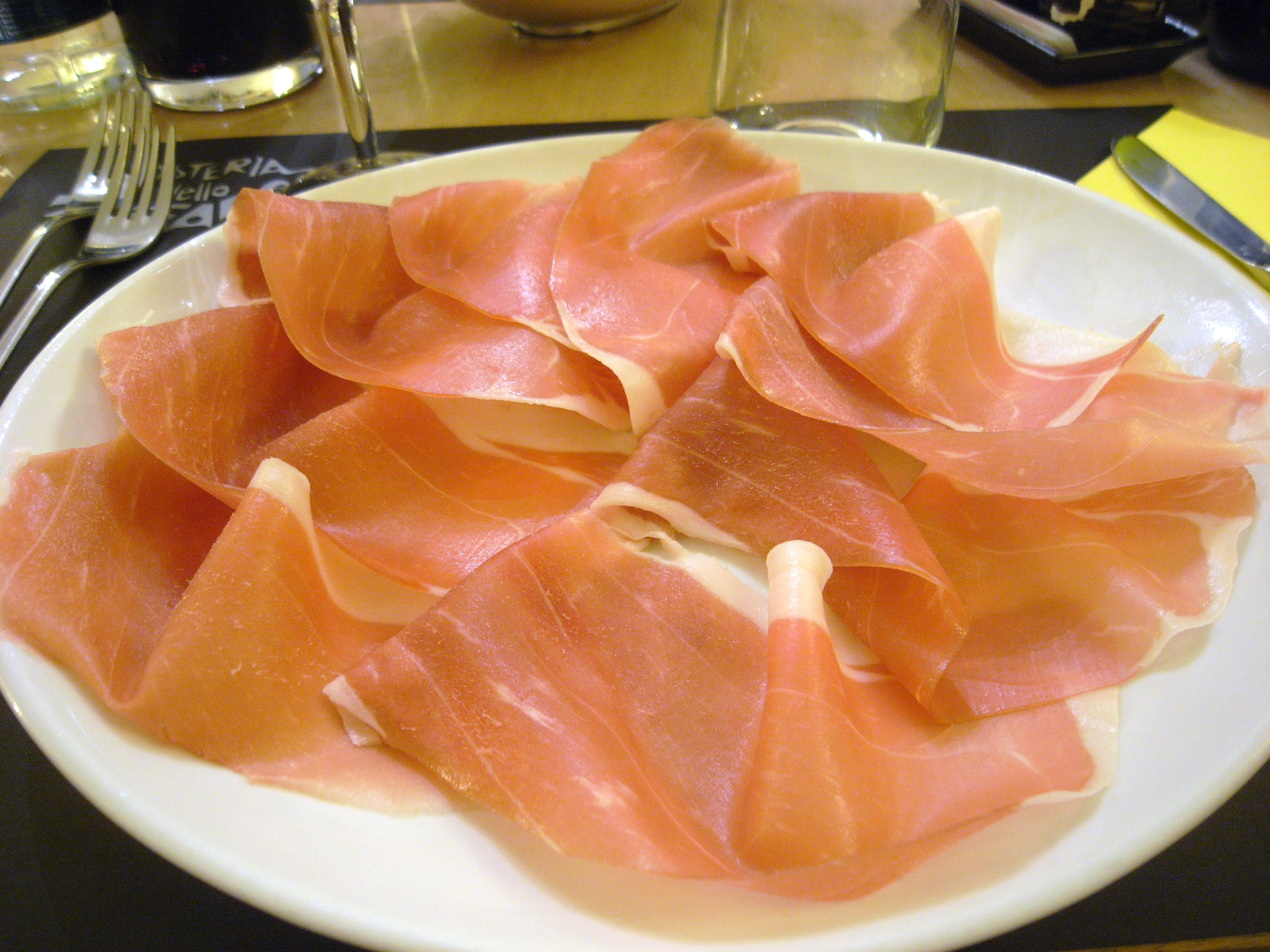
Prosciutto di Parma cortado.

Prosciutto (AFI: [proˈʃutːo]) é o nome italiano que designa um tipo de presunto curado a seco, envelhecido e temperado, costumeiramente fatiado e servido sem cozimento. Na Itália, país de sua origem, é vital a distinção entre prosciutto crudo ("presunto cru") e prosciutto cotto ("presunto cozido", que é o mesmo que o fiambre). A palavra "prosciutto" deriva do latim perexsuctum, que significa "completamente enxugado ou seco".
Feito a partir da perna do porco, o prosciutto mais caro e renomado vem dos animais criados no norte e centro da Itália (especialmente Toscana e Emília), como o Prosciutto di Parma, o Prosciutto Toscano e o Prosciutto di San Daniele.

## Culatello
O culatello é uma variedade refinada de prosciutto feita com a carne de porcos maiores, cortada a uma fração do prosciutto normal e envelhecida. Pode ser curada com vinho, e o culatello de Zibello tem denominação de origem protegida. Costuma ser servido como entrada, juntamente com fatias de melão ou figos frescos.
É servido frequentemente como prato na ceia da Véspera de Ano-Novo.